# Битва при Пантине
Битва при Пантине (серб. Битка код Пантина; Bitka kod Pantina) проходила осенью 1167 года между войсками под предводительством сербского князя Стефана Немани против войск своего брата Тихомира поддерживаемого силами Византийской империи на Пантине.

## История конфликта
Всё началось в 1165 году с того что мэр Ниша Деса Вуканович со своими людьми атакует и захватывает византийского императора Мануила I Комнина из-за договора с Венгрией, и берёт его с собой в Константинополь.
Тем временем на престол Рашки заходит старший сын Завида, Тихомир.
Тихомир узнавший о строительстве новых монастырей его братом Стефаном, которые были построенные без его ведома арестовывает брата, и впоследствии отбирает его земли.
Но сторонники Немани в сговоре с церковью начали обвинять его, что он сделал это, лишь из-за того, что с ним не посоветовались в плане строительства церквей, и таким образом он стал облюбовать духовенство. Тем самым повышая симпатию к Стефану, чего и добились, освободив Стефана и заставив его брата вернуть ему часть земель.
После чего Стефан Неманя свергнул Тихомира, и заставил его с остальными братьями бежать в Византию, тем самым отомстив ему.
После обращений Тихомира, византийский император Мануил I Комнин посылает ему на помощь вспомогательные войска (среди которых были греки, франки и турки-сельджуки) на борьбу с его братом.

## Сражение
Собранная Византийская армия пришла на помощь своему союзнику Тихомиру, который не задолго прибыл в Скопье. Две армии столкнулись на Пантине (возле Звечана, современного Косово). После решающей битвы, византийский силы были полностью подавлены и быстро начали отступать. Сам же Тихомир утонул в реке Ситница, а остальные братья Немани были помилованы, тем самым признав Стефана верховным правителем Сербии, и увенчивав его как «Правитель всея Сербии».

## Последствия сражения
Сражение было решающим в том, что оно обеспечивало единство всех сербских князей и их лояльность по отношению к Стефану Немани. Это позже проложило путь к консолидации Сербии, и её возможного формирования в виде королевства.